# Casa Romeu
Casa Romeu (també Casa Rumeu) és una casa del municipi de Cadaqués (Alt Empordà) inclosa en l'Inventari del Patrimoni Arquitectònic de Catalunya.

## Descripció
Situada al sud-est del nucli urbà de la població de Cadaqués, en una zona elevada del carrer de ses Oliveres, a l'altura de la platja des Pianc en direcció est.
Edifici notablement adaptat al paisatge que l'envolta. Es tracta d'una casa d'una sola planta estructurada per mitjà de tres mòduls pentagonals units, amb les cobertes de teula àrab de forma piramidal, predeterminades per la planta de l'edifici. L'edifici està bastit amb lloses escairades de pedra pissarra vista, referència a l'arquitectura tradicional de la zona, i les façanes presenten grans finestrals de vidre que il·luminen àmpliament l'interior.
La zona destinada a la sala d'estar-menjador presenta un gran porxo exterior, que integra la construcció amb el paisatge. De l'interior de l'edifici destaca la sala d'estar, amb una singular estructura de fusta que configura l'espai i soporta la coberta. Consisteix en un sistema de bigues perfectament lligades amb un centre geomètric hexagonal de ferro. L'exterior de la finca es correspon amb un espai enjardinat, amb terrasses a diferents nivells organitzades amb escales i terraplens delimitats per parets de contenció fetes amb pissarra de la zona. La vegetació es correspon sobretot amb oliveres plantades.

## Història
Als arquitectes Frederic de Correa i Ruiz i Alfons Mila i Sagnier se'ls va atorgar el premi FAD 1971 per l'edifici l'Atalaya, ubicat al carrer Diagonal, 523 de Barcelona.